# NSB Ea 2
Der NSB Ea 2 502 war ein Akkumulator-Schienentraktor, der ab 1920 von Norges Statsbaner (deutsch Norwegische Staatsbahn) in Norwegen eingesetzt wurde. Die Lokomotive wurde für kleinere Transportaufgaben und zum Rangieren auf Anschlussbahnen und in den Bahnhöfen eingesetzt.

## Geschichte
Die Lokomotive wurde 1920 von AEG mit der Fabriknummer 1961 gebaut. Die drei Achsen waren mit Treibstangen verbunden. Bei der Nummernplanumstellung der NSB 1936 erhielt die Lok neue Baureihenbezeichnung Ska 208 mit der Betriebsnummer 5.

## NSB Ska 208
Die Beschriftung der Lok erfolgte ohne die Baureihenangabe mit Ska 5. Die Umzeichnung wurde erst 1944 durchgeführt.

## Einsatz und Verbleib
Die Lokomotive wurde nach der Ablieferung dem Distrikt Drammen zugeteilt. 1945 kam sie in den Distrikt Oslo und war im Bahnbetriebswerk Lodalen in Oslo im Einsatz. 1980 wurde die Lok ausgemustert und verschrottet.